# 李芳 (景泰進士)
李芳（1425年—？），字本春，廣西柳州府融縣人，明朝政治人物。

## 生平
廣西鄉試第十三名舉人，景泰五年（1454年）中式甲戌科會試第三百三十七名，二甲第四十五名進士。任夷陵州知州，後遷貴州右參議，官至雲南右布政使。

## 家族
曾祖李敬顯；祖父李伯高；父李子贊，母王氏。具慶下。妻施氏。兄李本餘，弟李本森、李本榮、李本秀。